# ایل گبائی
ایل گبائی (متولد ۱۹۶۷ در اورشلیم) از سال ۲۰۰۹ تا ۲۰۱۱ مدیرکل دفتر نخست‌وزیر اسرائیل وی به عنوان مدیر اداره شرکت‌های دولتی و مدیر شعبه اسرائیل در شرکت سرمایه‌گذاری استرالیایی «Babcock & Brown» خدمت کرد.

## تحصیلات و زندگی شخصی
گبائی دارای مدرک لیسانس اقتصاد (مدرک تقدیر عالی) و حقوق (تقدیر از مداخله)، و MBA در امور مالی (تقدیر تقدیر) از دانشگاه عبری اورشلیم است. پس از گذراندن دوره کارشناسی، به مؤسسه دموکراسی اسرائیل پیوست و به عنوان دستیار کمیته اقتصاد کنست خدمت کرد. گبائی کارآموزی خود را در دفتر حقوقی «S. Horowitz» و با دادگستری دالیا دورنر از دادگاه عالی اسرائیل انجام داد.

## خدمات در دفتر نخست‌وزیر اسرائیل
گبائی در ۱۵ سال گذشته بسیار نزدیک به نتانیاهو بوده و به نظر می‌رسد روابط بین آنها بر اساس قدردانی و دوستی متقابل باشد.
گبائی در ماه مه سال ۲۰۰۹ توسط دولت اسرائیل به عنوان مدیرکل دفتر نخست‌وزیر اسرائیل منصوب شد. وی به عنوان ارشدترین نماینده در دفتر، کلیه امور اقتصادی، اجتماعی و داخلی دولت را از طرف نخست‌وزیر با مشارکت ویژه در بخشهای انرژی، زیرساخت، آب، املاک و مستغلات و دارایی اداره می‌کرد. به همین ترتیب، گبائی نماینده تعیین شده نتانیاهو برای تصمیم‌گیری در مورد تعدادی از موضوعات مهم اقتصادی اقتصادی بود. اولین قانون بانک اسرائیل بود، که در آن اختلاف بین وزارت دارایی و رئیس بانک اسرائیل استنلی فیشر مانع تسلیم آن در برابر کنست شد. مداخله تدوین شده گبائی توسط دولت به کنست ارائه شد و بدین ترتیب زمینه تصویب قانون و تمدید دوره تصدی فیشر به دوره دوم هموار شد. یک سال و نیم بعد گبائی دوباره درگیر درگیری با مدیر وزارت دارایی، ایلان لوین، در مورد اعتصاب وکلا شد. پس از چهل روز، نتانیاهو تصمیم گرفت که مداخله کند و گبائی را مسئول پایان دادن به آن کند. لوین طرح کلی ارائه شده توسط گبائی از طرف دولت را رد کرد و رئیس دادگاه عالی، دوریت بینش دستور داد که اختلافات با داوری حل شود. مقام گبائی سرانجام مورد قبول بینش قرار گرفت. تصمیم گبائی، مورد حمایت نتانیاهو، به دلیل آسیب رساندن به دستمزدها و پیامدهای اقتصادی مورد انتقاد قرار گرفته‌است.